# Сухаревка (Башкортостан)
Су́харевка (баш. Сухаревка) — деревня в Мелеузовском районе Башкортостана, входит в состав Корнеевского сельсовета.

## История
Как пишет исследователь истории деревень Башкортостана Анвар Закирович Асфандияров: «Деревня Сухаревка (Дурасовка) возникла на границе с землей башкир д. Давлеткулово. Все население — бывшие крепостные крестьяне Дурасова из села Покровское, причисленные к мещанам. Долгое время они проживали на старом месте. Затем 40 семей выселилось на башкирскую землю. В 1881 г. жена станового пристава Сухарева арендовала у башкир д. Нурдавлетово 764 десятины земли. В следующем году она передала переселенцам эту землю за 3360 рублей. Однако приговор общества башкирской деревни был признан властями неправильным и уничтожен. Крестьяне к этому времени успели внести ей тысячу рублей. Между тем фактически аренда продолжалась 12 лет. Затем в 1894 г. русские крестьяне взяли в аренду у тех же владельцев еще 814 десятин на 12 лет и 1000 десятин у башкир д. Сабашево». (Асфандияров А. З. История сел и деревень Башкортостана и сопредельных территорий. Уфа: Китап. 2009. С. 71).

## Прежние названия
- Посёлок Сухаревский (Дурасовский) (Уфимская губерния, Стерлитамакский уезд, Зиргановская волость)[2].
- Сухаревский (Уфимская губерния, Стерлитамакский уезд, Зиргановская волость)[3].
- Деревня Сухаревка (Дурасовка) (Стерлитамакский кантон, Зиргановская волость)[4].

## Население
| 1920 | 2002 | 2009 | 2010 |
| ---- | ---- | ---- | ---- |
| 664  | ↘227 | ↗258 | ↘239 |

Национальный состав
Согласно переписи 2002 года, преобладающая национальность — русские (68 %).
В 1920 г. в деревне проживало 664 человека в 119 дворах.

## Географическое положение
Расстояние до:
- районного центра (Мелеуз): 40 км,
- центра сельсовета (Корнеевка): 8 км,
- ближайшей ж/д станции (Зирган): 13 км.

## Известные уроженцы
- Залыгин, Сергей Павлович (23 ноября 1913 — 19 апреля 2000) — русский советский писатель, главный редактор журнала «Новый мир» (1986—1998), Герой Социалистического Труда (1988), академик РАН (1991)[8][9].
- Крюкова, Антонина Яковлевна (5 марта 1936 года)- советский, российский учёный, врач-терапевт, доктор медицинских наук, профессор Башкирского государственного медицинского университета. Отличник здравоохранения СССР (1975).Заслуженный работник высшей школы Российской Федерации (2003). Заслуженный врач Республики Башкортостан (2000).